# Luytien Nijsingh
Luytien Nijsingh (Westerbork, 24 april 1644 - 1706) was een Nederlandse schulte.

## Leven en werk
Nijsingh was een zoon van de schulte van Westerbork Albert Nijsingh en Harmtien Homan. Hij studeerde rechten aan de universiteit van Groningen. Van vaderszijde waren al zijn voorvaders in rechte lijn schulte van Westerbork geweest. Zijn oudst bekende voorvader Luitge Nijsingh werd in 1566 door Eigenerfden en Ridderschap van Drenthe aangesteld tot schulte van Westerbork en in 1575 door Filips II. In 1681 volgde hij zijn vader op als schulte van Westerbork toen die werd gekozen tot gedeputeerde van Drenthe. Nijsingh vervulde de functie van schulte gedurende 25 jaar tot zijn overlijden in 1706. Hij werd na zijn overlijden als schulte van Westerbork opgevolgd door zijn zoon Hendrik.
Nijsingh trouwde op 21 januari 1683 te Zuidwolde met Maria Hendriksdr. ten Heuvel. Hun oudste zoon Albert werd schulte van Beilen. In deze plaats was de broer van Luytien Nijsingh, Frederik, tot 1708 schulte geweest.